# Lee Eun-chul
Lee Eun-chul, född 3 januari 1967, är en sydkoreansk före detta sportskytt.
Han blev olympisk guldmedaljör i gevär vid sommarspelen 1992 i Barcelona.